# تعريف الاتحاد الفلكي الدولي للكوكب

مخطط أويلر يوضح أنواع الأجسام في النظام الشمسي.

في أغسطس عام 2006 حدد الاتحاد الفلكي الدولي (IAU) الشروط الواجب توفرها في الجرم السماوي في النظام الشمسي لكي يتم اعتباره كوكب وهي:
- أن يكون له مدار حول الشمس.
- يمتلك كتلة كافية لتحمل التوازن الهيدروستاتيكي (شكل دائري تقريبًا).
- أن لا يكون هناك أجرام سماوية تتأثر بجاذبيته سوى الأقمار التابعة له .

تسبب هذا التعريف في عدم تصنيف بلوتو ككوكب، وهو التصنف الذي ظل متداولا في الوسط العلمي لفترة طويلة .
يصنف الجرم الذي يفي بالمعيارين الأولين فقط من هذه المعايير (مثل بلوتو) على أنه "كوكب قزم". وفقًا لـ الاتحاد الفلكي الدولي، فإن الكواكب والكواكب القزمة هما نوعان مختلفان من الأجرام ". بعبارة أخرى "الكواكب القزمة" ليست كواكب. يطلق على الجرم السماوي الذي يحقق المعيار الأول فقط "جرم نظام شمسي صغير" (SSSB). كان هناك اقتراح بديل يصنف الكواكب القزمة كنوع فرعي من الكواكب، لكن أعضاء الاتحاد الفلكي الدولي صوتوا ضد هذا الاقتراح. ظل تعريف الكوكب مثيرًا للجدل، وقد أيده بعض علماء الفلك بينما عارضه آخرون لكنه ظل قيد الاستخدام.
ووفقًا لهذا التعريف، فإن هناك ثمانية كواكب معروفة في المجموعة الشمسية. حيث يفرق هذا التعريف بين الكواكب وبين الأجسام الأصغر ولا ينطبق على الأجرام السماوية خارج النظام الشمسي. وحتى اليوم، لا يوجد تعريف مقبول للكواكب الواقعة خارج المجموعة الشمسية ( الكواكب الخارجية). في عام 2007 ، نشر مجموعة من العلماء من الاتحاد الفلكي الدولي تقريرا يقترح التمييز بين الكواكب الخارجية والأقزام البنية على أساس الكتلة ،  ولكن لم يكن هناك قرار أو تصويت على مستوى الاتحاد الفلكي الدولي يدعم أو يعارض هذا التقرير. كما لم تتم مراجعة اقتراح رسمي لتوسيع تعريف الاتحاد الفلكي الدولي ليشمل الكواكب الخارجية.